# Autofähre

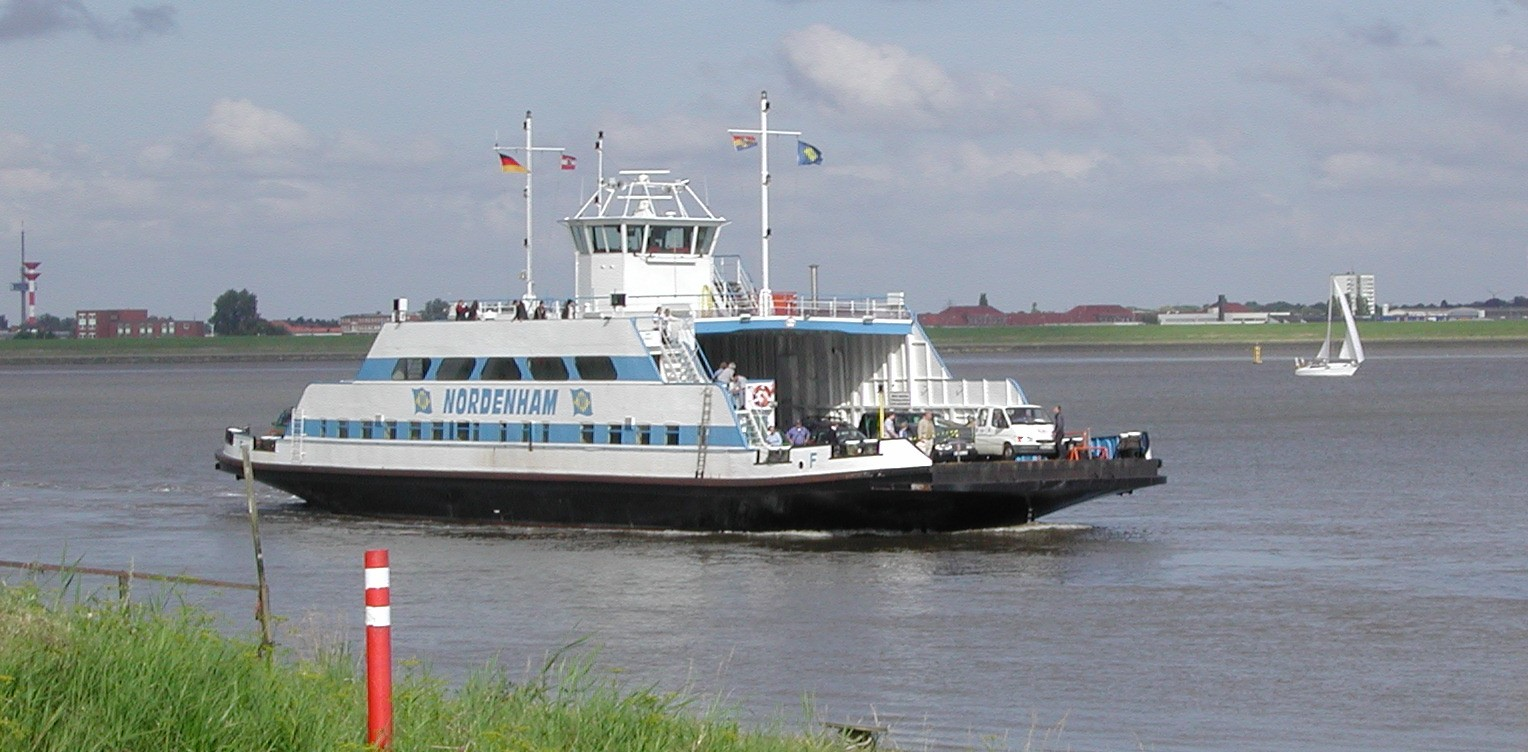
Autofähre auf der Weser zwischen Bremerhaven und Nordenham-Blexen

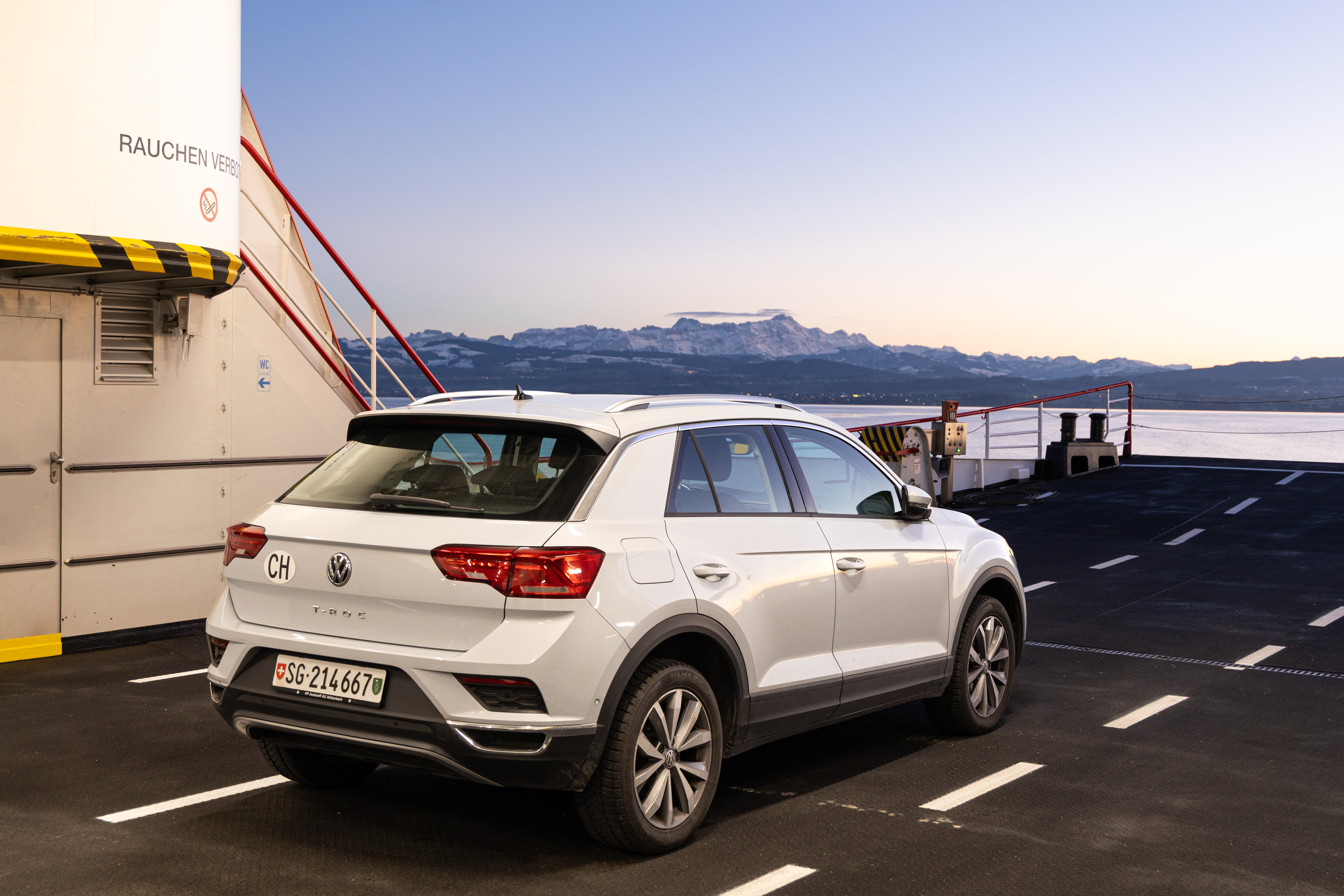
Bodenseefähre Romanshorn - Friedrichshafen

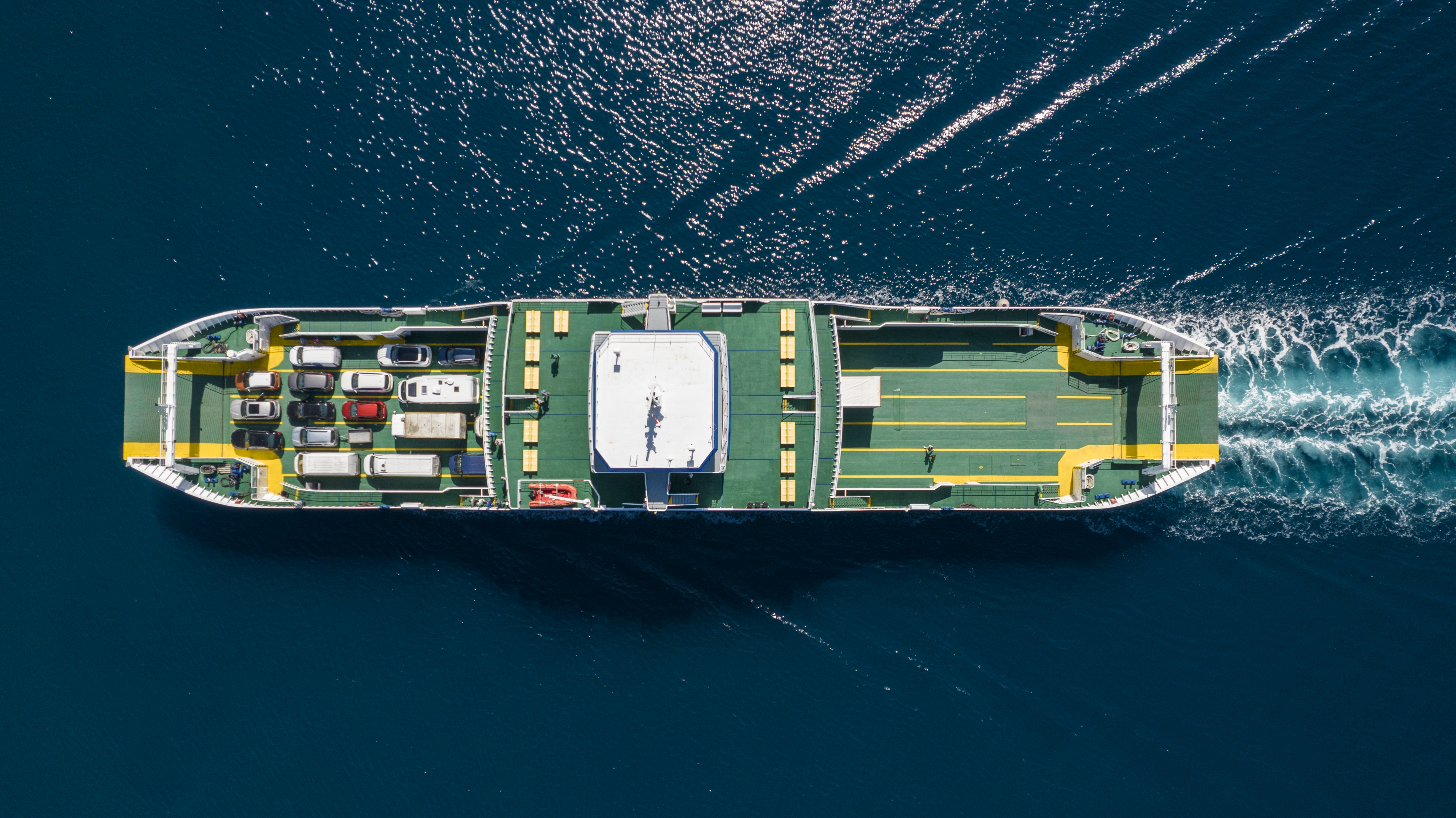
Autofähre in Krk

Eine Autofähre ist ein zumeist motorgetriebenes Wasserfahrzeug für den Transport von Personen- und Lastkraftwagen sowie deren Insassen (siehe auch Fähre).
Größe und Bauart einer Autofähre richten sich nach dem Verkehrsaufkommen, der Dauer der Überfahrt und dem Gewässer.

## Seegehende Autofähren

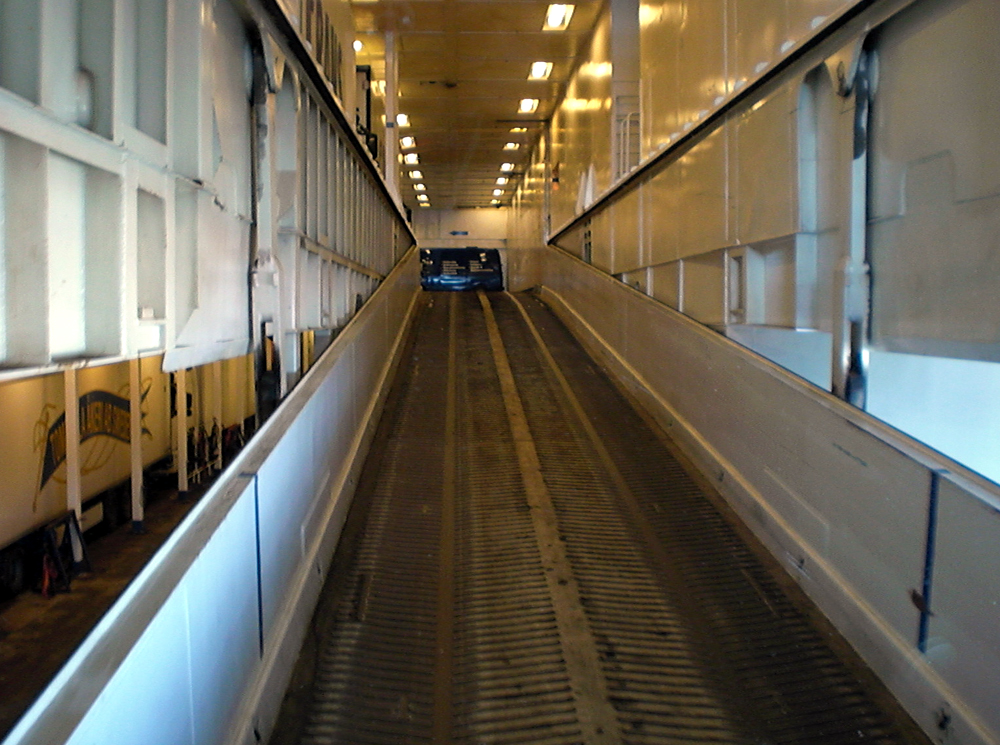
Auffahrrampe zum obersten Autodeck im Inneren einer Schwedenfähre der TT-Line

Für größere Distanzen (z. B. Großbritannien–Dänemark oder Deutschland–Norwegen) werden große Autofähren eingesetzt, von denen viele mehrere hundert Fahrzeuge fassen können. Die Überfahrten finden auf längeren Strecken, soweit möglich, häufig über Nacht statt und dauern meist um die 12 bis 18 Stunden, auf Langstreckenrouten (z. B. Ancona–Patras) sogar länger – manchmal bis zu 3 Tagen. Daher sind diese Fähren für die Verpflegung und Unterbringung der Fahrzeuginsassen mit Restaurants und Kabinen entsprechend eingerichtet. So dienen diese Fähren als fahrendes Hotel und die Fahrgäste können ausgeruht am Zielhafen ihre weitere Fahrt fortsetzen.
Zu den größten Autofähren zählen die Color Magic (Abmessungen), die Tanit (größte Passagierkapazität) und die Ulysses (größte Fahrzeugkapazität).

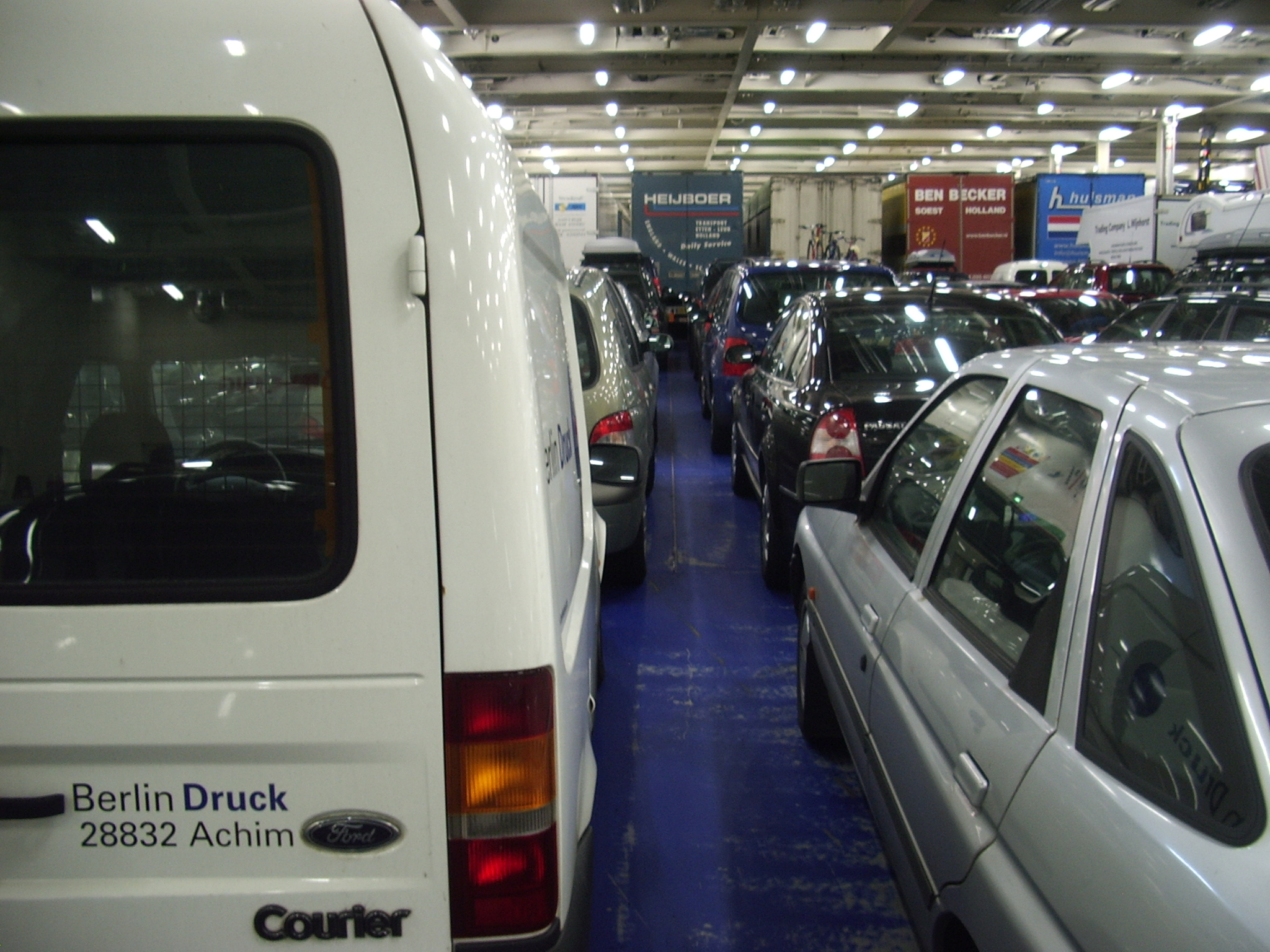
Autodeck auf einer Fähre nach England

Die meisten seegehenden Autofähren besitzen Klappen mit Rampen an Bug und Heck, so dass Fahrzeuge das Schiff auch in Fahrtrichtung wieder verlassen können. Ist die Funktionsweise dieser Heck- oder Bugklappen nicht gewährleistet oder sind sie nicht für das Fahrtgebiet ausgelegt, können sie ein Sicherheitsrisiko darstellen, wie der Untergang der Estonia zeigte. Dennoch kann zumindest in Europa und Nordamerika diese Art der Beförderung als sehr sicher betrachtet werden.
Eine Weiterentwicklung dieser RoRo-Fähren ist die sogenannte Doppelendfähre, die nicht nur Klappen an beiden Enden hat, sondern auch vorwärts und rückwärts gleich schnell fahren kann, so dass die Fähre nicht im Hafen wenden muss, wodurch Zeit gespart wird.

## Schnellfähren

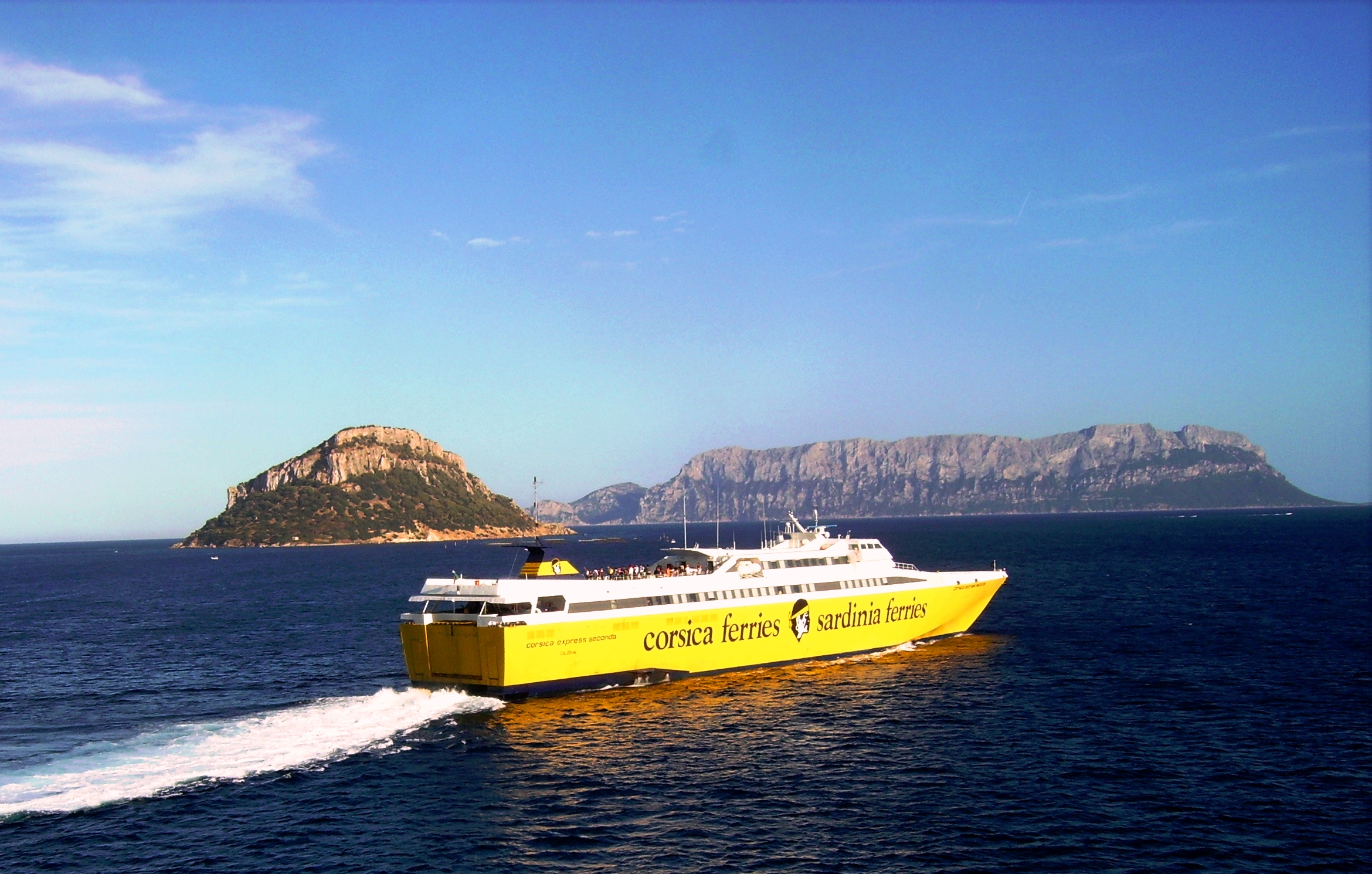
Schnellfähre nach Sardinien

Auf längeren Strecken (z. B. Ancona–Patras, Belfast–Cairnryan, Nynäshamn/Oskarshamn–Gotland) werden teilweise besonders schnelle Autofähren eingesetzt, um die Fahrzeit zu verkürzen. Diese erreichen Höchstgeschwindigkeiten von 27 bis 30, teilweise sogar bis zu 40 Knoten.

## Nicht freifahrende Autofähren
Auf Flüssen gibt es neben freifahrenden Autofähren auch an Ketten oder Seilen fahrende Systeme, die teilweise nur durch die Strömung angetrieben werden.